# Trematosphaeria
Trematosphaeria Fuckel – rodzaj grzybów z typu workowców (Ascomycota).

## Charakterystyka
Głównie grzyby saprotroficzne rozwijające się na materiale zawierającym ligninę i celulozę w namorzynach i naziemnym lub w zanurzonym drewnie w siedliskach słodkowodnych. Teleomorfa zawiera samotne lub skupione w grupach, zanurzone, swynurzajace się do półzanurzonych, jednokomorowe, niemal kuliste, czarne, skórzaste askokarpy, z brodawkowatą ostiolą. Perydium o nierównej grubości, jednowarstwowe, złożone z małych, silnie pigmentowanych, grubościennych komórek textura angularis. Pseudoparafizy liczne, septowane, osadzone w śluzie, rozgałęziające się i zespolone między i nad workami. Worki 8-zarodnikowe, bitunikowe, maczugowate, z krótkim, grubym trzonkiem. Askospory jedno- do dwurzędowych, wrzecionowate, ciemnobrązowe, septowane, z wtórną przegrodą formująca się późno lub wcale, głęboko zwężone przy środkowej przegrodzie, różnorodnie zdobione. Anamorfa nie jest znana.
Trematosphaeria grisea to grzyb glebowy, ale w pewnych warunkach może stać się grzybem pasożytniczym. Jest jednym z patogenów powodujących grzybicę układową o nazwie stopa madurska.

## Systematyka i nazewnictwo
Pozycja w klasyfikacji według Index Fungorum: Trematosphaeriaceae, Pleosporales, Pleosporomycetidae, Dothideomycetes, Pezizomycotina, Ascomycota, Fungi.
Takson utworzył Leopold Fuckel w 1870 r. Synonim nazwy naukowej:  Botanamphora Nograsek & Scheuer 1990.
Niektóre gatunki:
- Trematosphaeria albidae Gucevič 1967
- Trematosphaeria grisea (J.E. Mackinnon, Ferrada & Montem.) Abd. Ahmed, Sande, Fahal & de Hoog 2014
- Trematosphaeria sequoiae Gucevič 1957

Nazwy naukowe na podstawie Index Fungorum.